# Дункер, Бальтазар Антон
Бальтазар Антон Дункер (нем. Balthasar Anton Dunker, Duncker; 15 января 1746, Заль (Передняя Померания) — 2 апреля 1807, Берн, Швейцария) — немецкий рисовальщик и гравёр в технике офорта, а также писатель и мастер политической карикатуры. Работал в основном в Швейцарии, в Берне. Помимо пейзажной живописи интересовался изображением политических событий своего времени. Его сатирические произведения представляют собой ранний расцвет политической карикатуры в Швейцарии.

## Биография
Бальтазар Антон Дункер был старшим сыном померанского пастора Альберта Андреаса Дункера (1706—1781), родом из Зале недалеко от Штральзунда и Софи Доротеи фон Ольтхоф (? —1761). Его ранний художественный талант поощрялся Адольфом Фридрихом фон Ольтхофом, шведским правительственным советником в Штральзунде. Будучи дядей по материнской линии, он взял на себя воспитание мальчика и отдал его на обучение к живописцу-пейзажисту Якобу Филиппу Хаккерту. По просьбе Ольтхофа Хаккерт и его ученик в 1765 году отправились в Париж, где, после того как родители Ольтхофа и Данкера в 1768 году потеряли своё состояние, Хаккерт взял на себя все заботы по их воспитанию и содержанию.
Помимо обучения у Жозефа Мари Вьена и Ноэля Алле, особое влияние на Дункера в Париже оказал гравёр Иоганн Георг Вилле. Основам офорта он научился у Жака Альяме. Его первые заказы, полученные при посредстве Габриэля Юкье, позволили ему самостоятельно зарабатывать на жизнь. Его первым крупным достижением считаются офорты, созданные в 1770—1772 годах серии «Кабинет герцога Шуазеля».
В июне 1772 года Дункер отправился в Базель, чтобы учиться у Кристиана фон Мехеля. После недоразумения между ним и учителем он намеревался вернуться в Париж, однако ему удалось добраться лишь до Берна, где в то время кипела художественная жизнь. В 1777 году он получил гражданство города Ролль на территории нынешнего кантона Во, став таким образом жителем Берна. Там он обосновался как живописец и гравёр и создавал в основном картины с изображением швейцарских и итальянских пейзажей, а также произведения бытового жанра, портреты, исторические картины, карикатуры и экслибрисы. Он тесно сотрудничал с Иоганном Людвигом Аберли и Зигмундом Фройденбергером. Он также проявил себя как книжный иллюстратор, например, для «Картины Парижа» Луи-Себастьяна Мерсье и его же «Год 2440: Мечта всех мечтаний».
В 1790-х годах его материальное положение ухудшилось из-за Французской революции. В период с 1798 по 1800 год он опубликовал несколько произведений, в которых горько разочаровался в результатах революции и сатирически изобразил падение Старого Берна. Они представляют собой начало искусства политической карикатуры в Швейцарии.
Последние годы жизни художник провёл в нищете. В браке с Иоганной Франциской Фарни из Эрица 1775) у него было пятнадцать детей, шестеро достигли совершеннолетия. Его сын Филипп Генрих Дункер (1781—1836) стал живописцем-пейзажистом и гравёром в Нюрнберге.

## Галерея

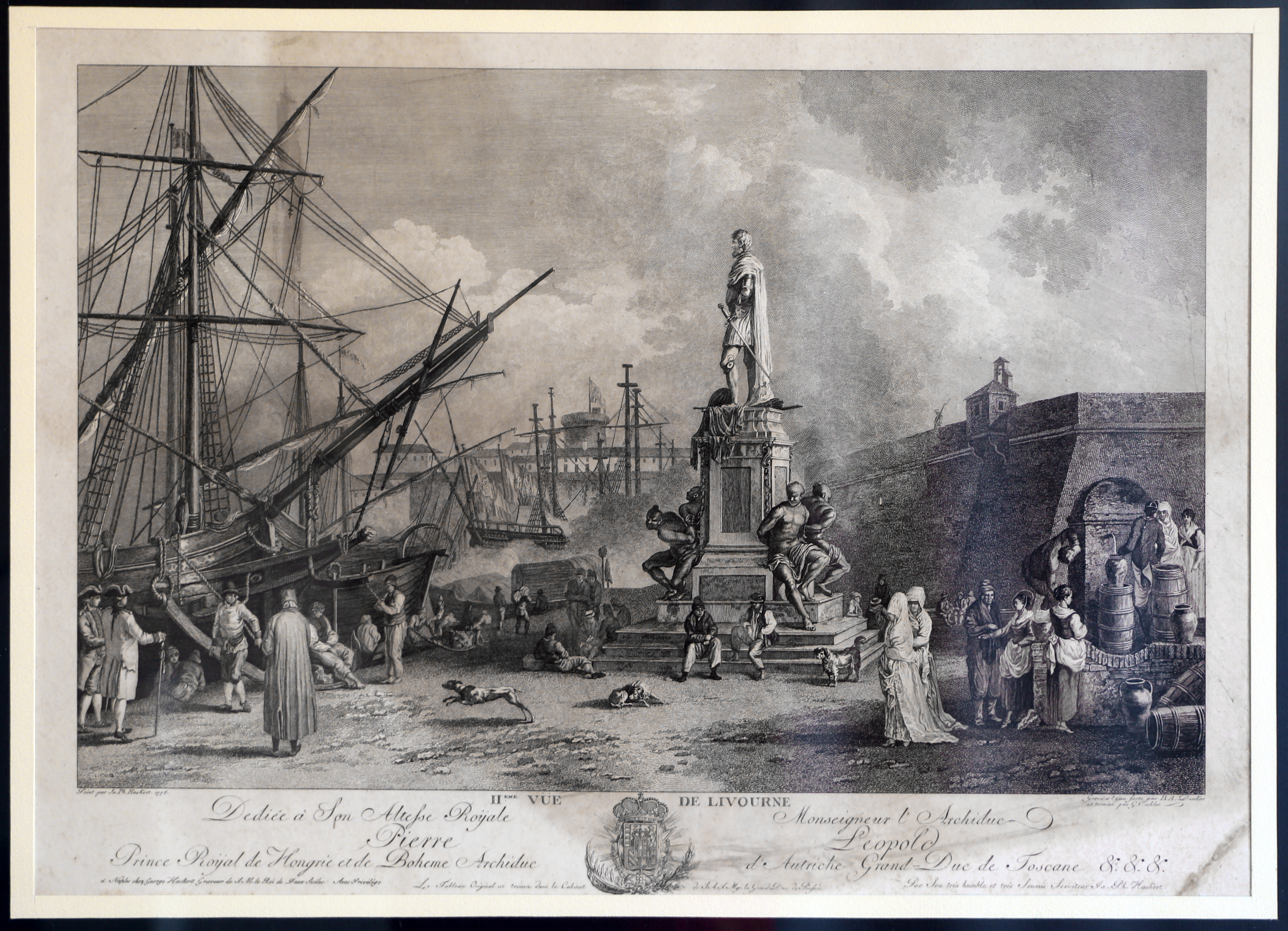
Порт в Ливорно. 1778. Офорт, акватинта
Аркадский пейзаж с Меркурием, Аргусом и Ио. По оригиналу К. Лоррена. 1771. Офорт из серии «Кабинет герцога Шуазеля».
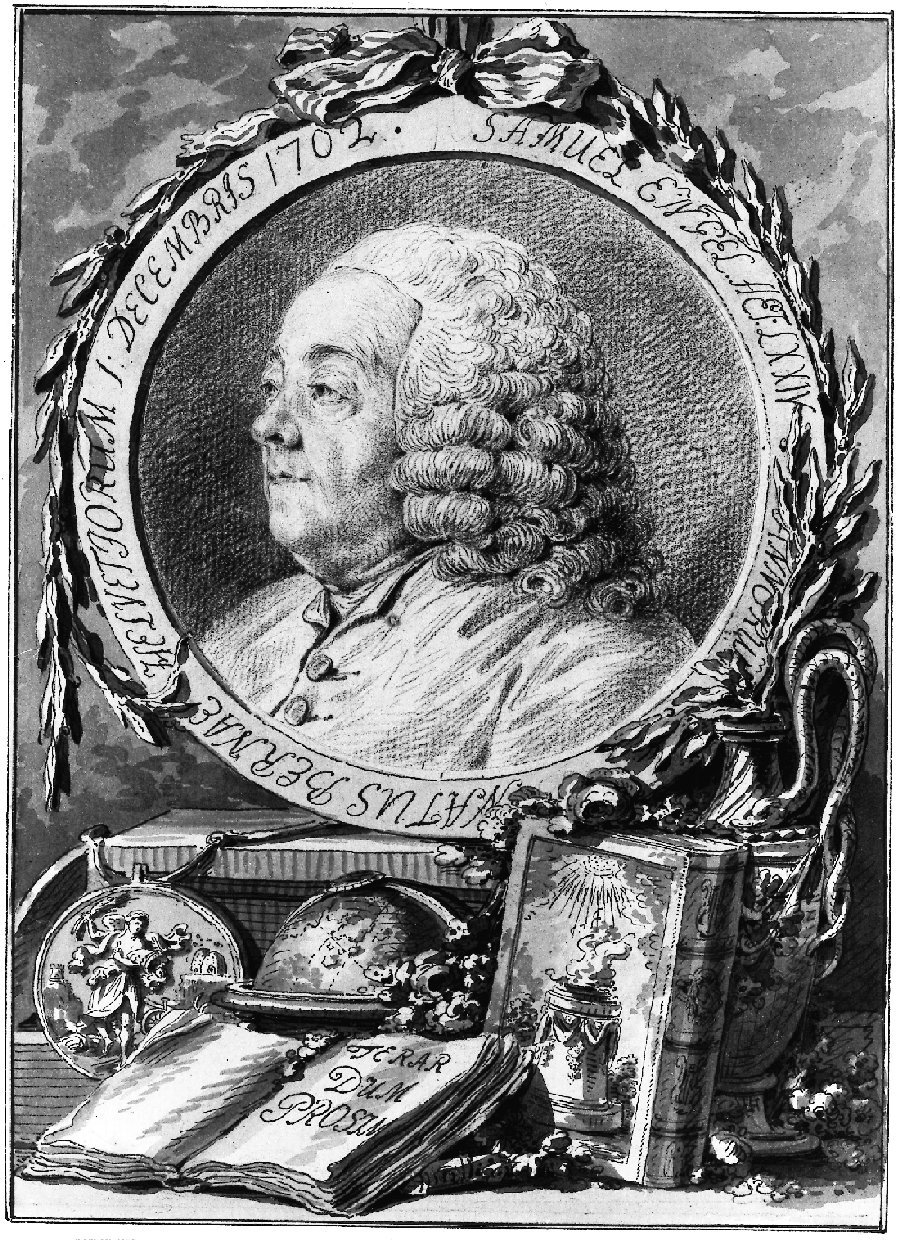
Портрет Самуэля Энгеля. 1776. Бумага, тушь, перо, кисть. Национальная библиотека, Берн
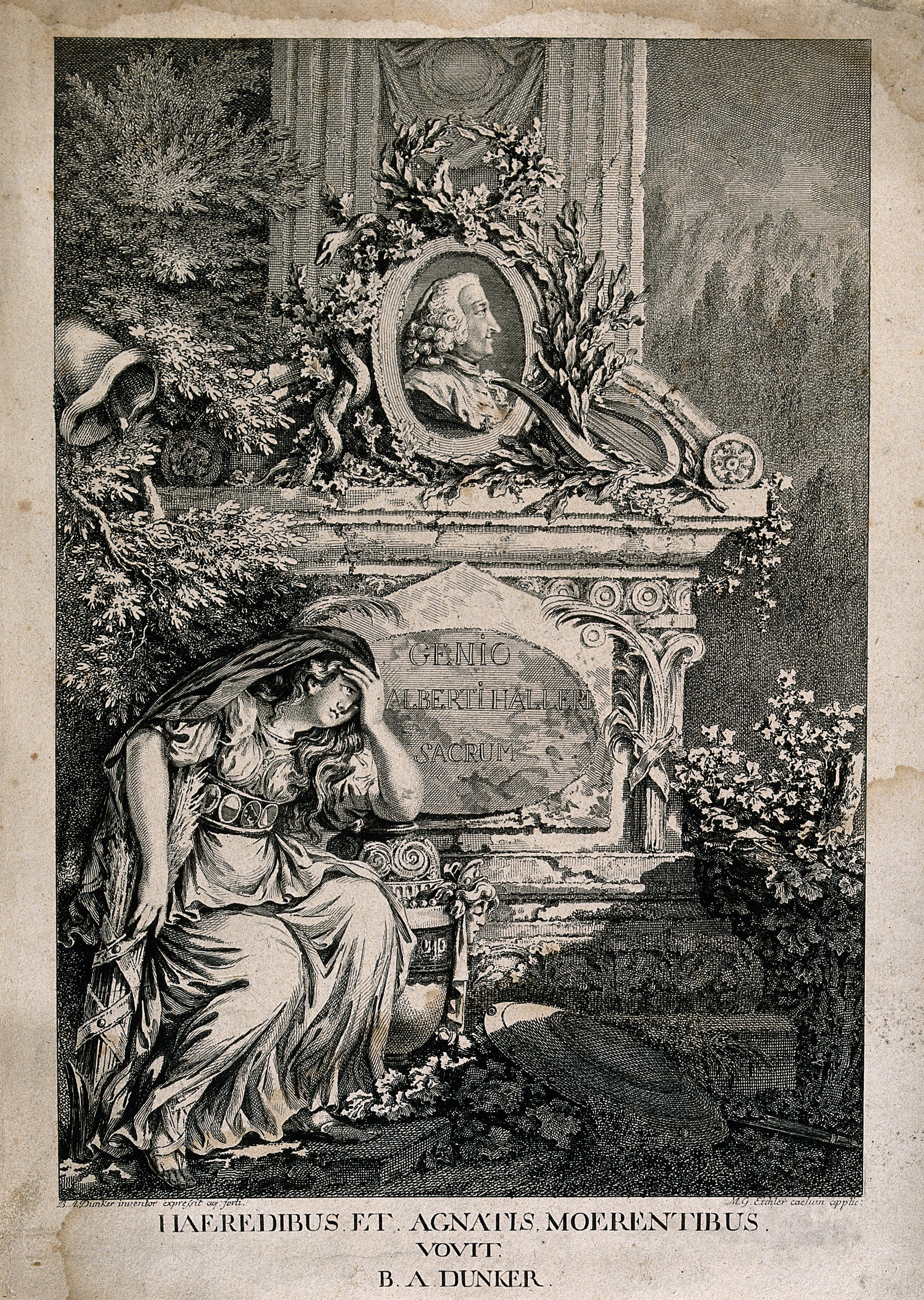
«Альбрехт фон Галлер; его памятник посещает скорбящая». Офорт, резец
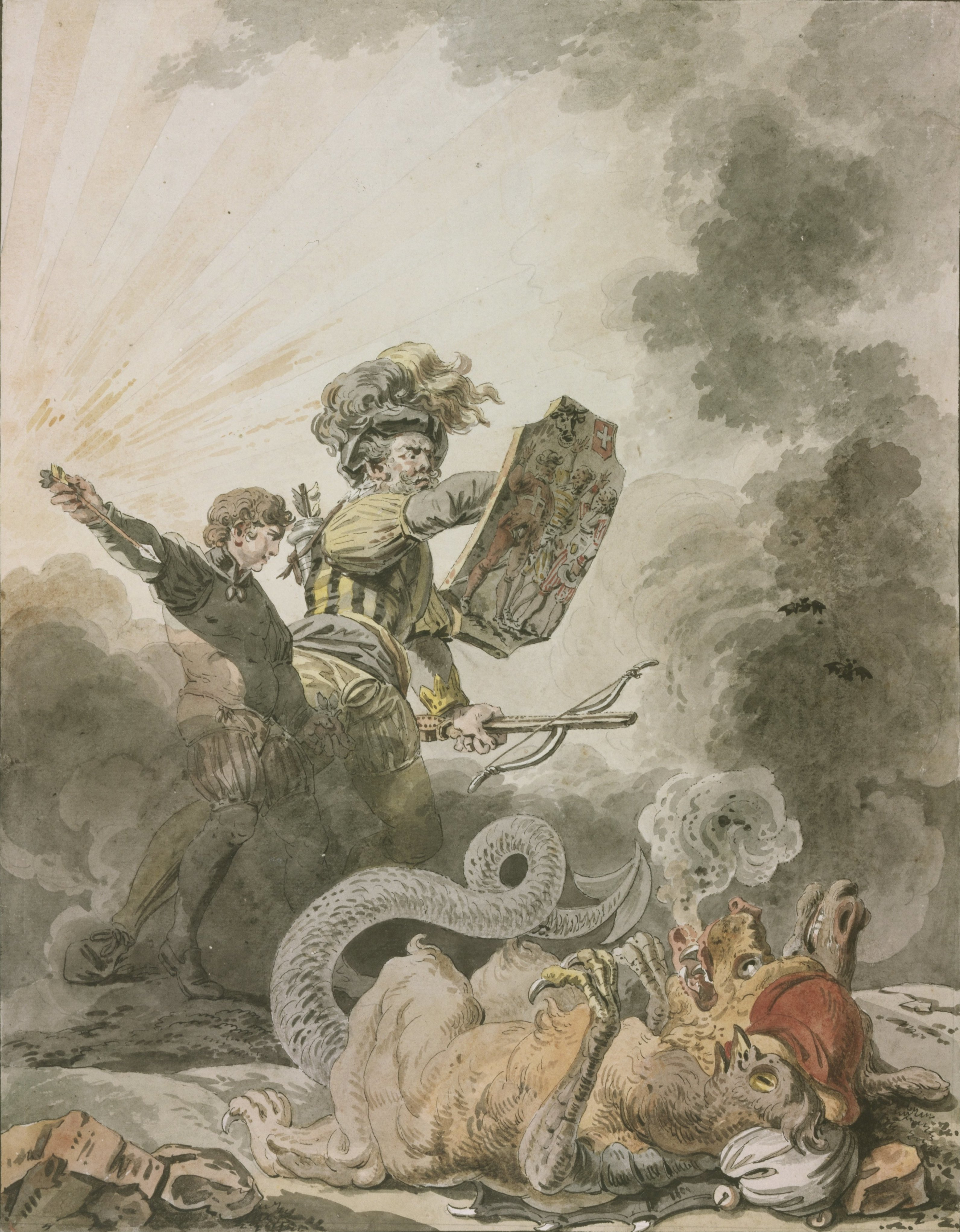
Вильгельм Телль борется с революцией. 1798. Бумага, тушь, акварель, перо, кисть. Швейцарский национальный музей, Цюрих
Крестьянин в традиционной одежде кантона Берна. Офорт, раскраска акварелью. Национальная библиотека, Берн
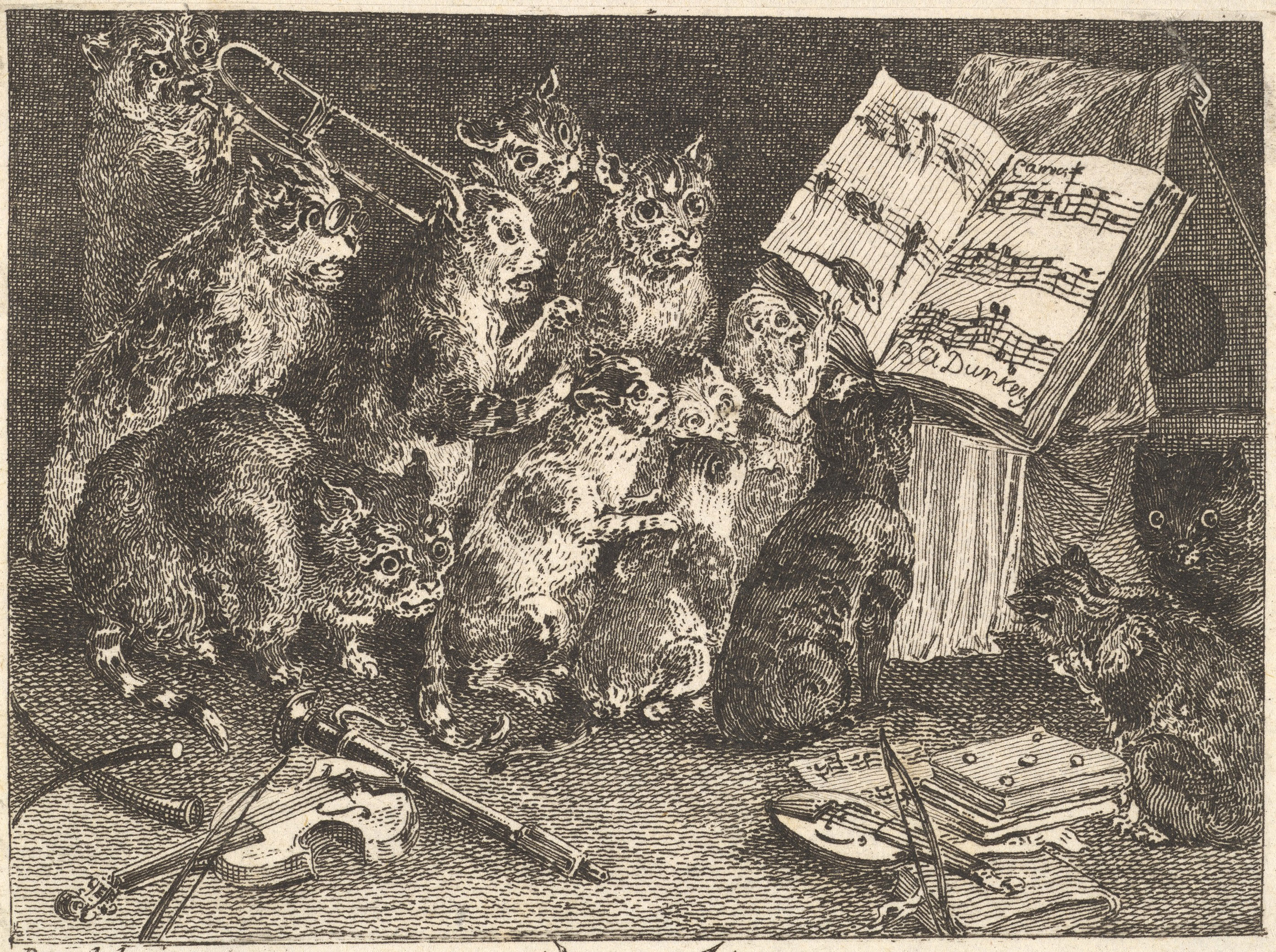
Кошачий концерт. 1772. Офорт из серии «Кабинет герцога Шуазеля».